# Pielgrzym (powieść Paula Coelho)
Pielgrzym (oryg. O Diário de Um Mago) – debiutancka powieść autorstwa Paulo Coelho, wydana w 1987.    
Bohater książki wyrusza w podróż szlakiem pielgrzymkowym do Santiago de Compostela. Towarzyszy mu przewodnik – niejaki Petrus, pod którego okiem pielgrzym jest poddawany najrozmaitszym próbom i ćwiczeniom, podczas gdy osiąga kolejne poziomy wtajemniczenia, czym zbliża się do końca swej wędrówki. W tej podróży spotka przeróżne anioły i demony, zostaje przyjęty do tajnego stowarzyszenia Regnus Agnus Mundi.